# رفتار ناشایست (فیلم ۱۹۷۵)
رفتار ناشایست (به انگلیسی: Conduct Unbecoming) یک فیلم درام بریتانیایی محصول سال ۱۹۷۵ به کارگردانی مایکل اندرسون و با بازی مایکل یورک، سوزانا یورک، ریچارد اتنبرا و تروور هاوارد است.